# Énuplo
Énuplo (também conhecido como ênuplo, énupla, ênupla, n-tuplo, n-upla ou simplesmente tupla) é uma sequência ordenada de n elementos, que pode ser definida pela recursão do par ordenado.
As principais propriedades que distinguem uma ênupla de um conjunto são:
- Uma ênupla pode conter um objeto mais de uma vez.
- Os objetos são representados obrigatoriamente na ordem dada.

Deve notar-se que a primeira das características distinguem uma ênupla de um conjunto ordenado e a segunda, de um multiconjunto.

## Casos particulares
Quando n = 2, podemos chamar a sequência de dupla; para n = 3, de terna ou tripla…

### Exemplo
Considere a equação {\displaystyle 2x_{1}+x_{2}=0.} A n-upla {\displaystyle (1,-2)} (que neste caso podemos chamar simplesmente de dupla) é solução da equação. Note que a dupla {\displaystyle (-2,1)} não é solução da equação. Portanto, a ordem dos elementos, de fato, é importante.

## Uso em computação
Um tuplo é um local de armazenamento pequeno e temporário dentro do processador central. Cada linha de um banco de dados, formada por um conjunto de colunas, representa um registro (ou tupla). Os registros não precisam necessariamente conter dados em todas as colunas, os seus valores podem ser nulos.